# Taurus Armas
Taurus Armas S.A. (ранее известная как Forjas Taurus S.A.) — производственный конгломерат, базирующийся в Сан-Леополду (штат Риу-Гранди-ду-Сул, Бразилия). Основанная в 1924 году как завод по производству инструментов и штампов, в настоящее время компания состоит из Taurus Armas, подразделения огнестрельного оружия, и других подразделений, занимающихся производством металлов, пластмасс, бронежилетов, шлемов, а также гражданского строительства.
В 2021 году на США приходилось 79,6 % от общего объёма продаж Taurus, при этом рост продаж составил 23,4 %. В 2020 году 41 % всех револьверов, проданных в США, составляли револьверы марки Taurus, а в 2021 году, по оценкам, её доля рынка достигла 61 %. На огнестрельное оружие и аксессуары приходилось 70,1 % от общего дохода Taurus от продаж в США.

## История

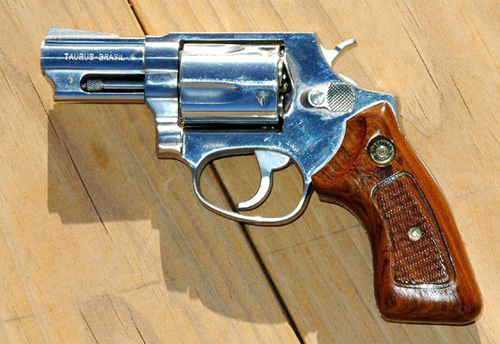
Taurus .357 Magnum Model 605

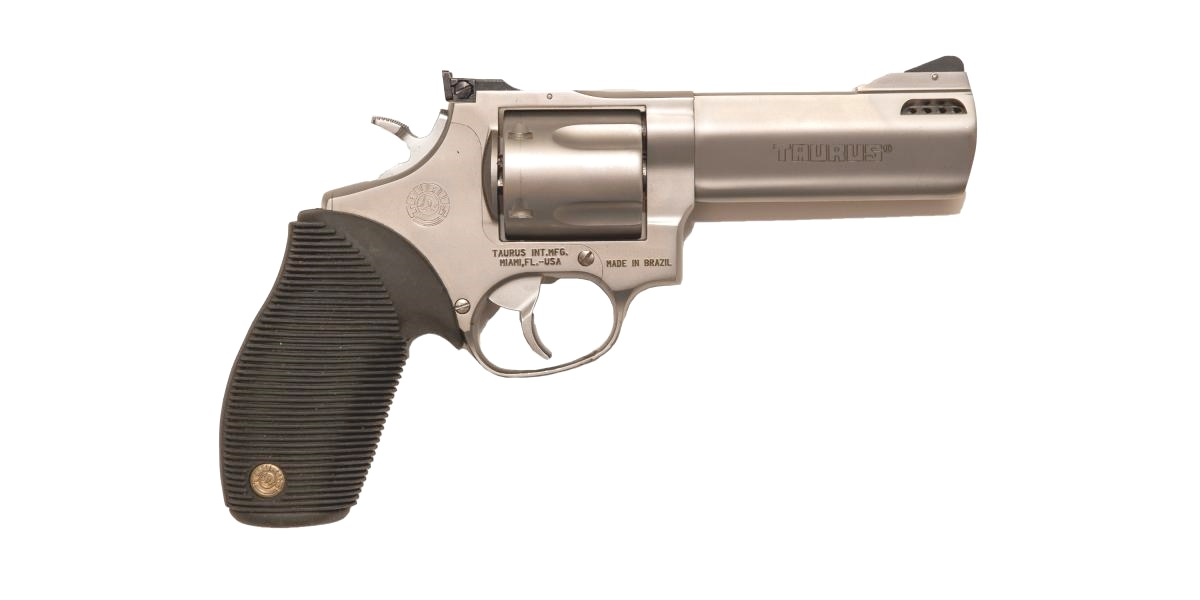
Taurus Tracker 627 .357 Magnum

Компания Taurus была основана в 1924 году и первоначально занималась производством инструментов и штампов. В 1941 году она произвела свой первый револьвер, модель 38101SO. Начиная с 1953 года, она экспортировала револьверы на рынок США через ряд импортёров.
В 1970 году Bangor Punta Corporation, в то время материнская компания Smith & Wesson, приобрела 54 % Forjas Taurus, что позволило обоим производителям огнестрельного оружия обмениваться информацией о конструкции и производстве. В 1977 году бразильская Companhia Brasileira de Cartuchos, производящая оружие и боеприпасы, выкупила Taurus у Bangor Punta, и связи со Smith & Wesson были разорваны.
В 1980 году, после того как итальянский производитель оружия Beretta завершил свои контракты на производство огнестрельного оружия для Вооружённых сил Бразилии, Taurus приобрёл завод Beretta в Сан-Паулу вместе с инструментами, техническими чертежами и рабочей силой, необходимыми для производства пистолетов нескольких различных конструкций. К началу 1990-х на четырёх заводах компании в Бразилии работало более 3000 человек.
Чтобы более эффективно осваивать рынок США, в 1982 году была создана дочерняя компания Taurus International Manufacturing Incorporated, также известную как Taurus USA.
В 1995 году Forjas Taurus приобрела права и оборудование для производства револьверов марки Rossi. В настоящее время они производят в Сан-Леопольду три модели .38 Special и четыре модели .357 Magnum под маркой Rossi. В 2009 году была также приобретена компания Heritage Manufacturing, которая позже перенесла производство на завод Taurus в Майами (Флорида).
В 2019 году Taurus USA переместила производство из Майами в новый операционный центр в Бейнбридж (Джорджия).

## Продукция
Текущая продуктовая линейка включает пистолеты со стальной и полимерной рамкой, револьверы и оружие для правоохранительных органов (пистолеты-пулемёты и винтовки), последнее предназначено для внутреннего бразильского рынка. Компания производит и продаёт своё огнестрельное оружие, как правило, дешевле, чем другие производители, из-за низкой стоимости рабочей силы, а также наличия возможностей для самостоятельного изготовления практически каждой детали.
В 2015 году Taurus урегулировала судебный процесс на $39 млн и отозвала почти миллион пистолетов, произведённых в период с 1997 по 2013 год, из-за «дефектов безопасности».

### Обзор моделей огнестрельного оружия
Первоначально компания Taurus была известна как производитель револьверов, схожих по конструкции с револьверами Smith & Wesson. Со временем компания отошла от этой области, предложив модели с более крупной рамой, такие как револьверы Raging Bull (.454 Casull) и Raging Hornet (.22 Hornet), а также пятизарядные револьверы Judge (калибр .410 и .45 Colt).
Одним из самых успешных полуавтоматических пистолетов Taurus был PT92, модель, похожая на линейку моделей Beretta 92, но с добавлением двустороннего предохранителя на рамке, а не предохранителя Beretta, установленного на затворе.
Самым последним дополнением к линейке пистолетов Taurus является копия пистолета Colt 1911 .45 ACP, PT1911. Эта слегка переработанная и обновленная модель предлагает множество функций.
Из иных образцов оружия выделяются пистолет-пулемёт Taurus SMT, карабины Taurus ART 556, CT G2 (самозарядная версия пистолета-пулемёта SMT), автомат Taurus T4 (бразильский клон Colt M4), самозарядная винтовка Taurus T4SA (на основе AR-15), гладкоствольное ружьё Taurus ST12 и гранатомёт Taurus LT38SA.